# Episodi di Curb Your Enthusiasm (quarta stagione)
La quarta stagione della serie televisiva Curb Your Enthusiasm è stata trasmessa in prima visione negli Stati Uniti dal 4 gennaio al 14 marzo 2004 su HBO.
In Italia la stagione è andata in onda dall'8 giugno 2005 su Jimmy.
| nº | Titolo originale     | Titolo italiano      | Prima TV USA     | Prima TV Italia |
| -- | -------------------- | -------------------- | ---------------- | --------------- |
| 1  | Mel's Offer          | A Broadway!          | 4 gennaio 2004   | 8 giugno 2005   |
| 2  | Ben's Birthday Party | Lo stecchino         | 11 gennaio 2004  |                 |
| 3  | The Blind Date       | Appuntamento al buio | 18 gennaio 2004  |                 |
| 4  | The Weatherman       | Il meteorologo       | 25 gennaio 2004  |                 |
| 5  | The 5 Wood           | Scambio di mazze     | 1º febbraio 2004 |                 |
| 6  | The Car Pool Lane    | Marijuana            | 8 febbraio 2004  |                 |
| 7  | The Surrogate        | Questioni di misure  | 22 febbraio 2004 |                 |
| 8  | Wandering Bear       | Orso errante         | 29 febbraio 2004 |                 |
| 9  | The Survivor         | Occasione perduta    | 7 marzo 2004     |                 |
| 10 | Opening Night        | Il debutto           | 14 marzo 2004    |                 |